# Rote Wand (Totes Gebirge)
Die Rote Wand ist ein 1872 m ü. A. hoher Berg im Toten Gebirge, der sich im Zuge des vom Warscheneck über den Toten Mann nach Osten streichenden Grats erhebt. Der häufig besuchte Wanderberg hat eine markant rot gefärbte Südwand. Im Winter ist der Gipfel Ziel einer beliebten Skitour. An der Westseite befindet sich ein Klettergarten.

## Aufstieg
Markierte Anstiege:
- Weg 201 vom Linzer Haus
- Weg 293 von der Dümlerhütte